# Distenia sallaei
Distenia sallaei är en skalbaggsart som beskrevs av Bates 1885. Distenia sallaei ingår i släktet Distenia och familjen långhorningar. Inga underarter finns listade i Catalogue of Life.